# الفروسية في الألعاب الأولمبية الصيفية 2016
عقدت مسابقات الفروسية في دورة الألعاب الأولمبية الصيفية 2016 في ريو دي جانيرو في الفترة من 6 إلى 19 أغسطس في المركز الوطني للفروسية في ديودورو . تم منح الميداليات في ثلاثة تخصصات لكل المنافسات الفردية والجماعية.